# 렌넬섬

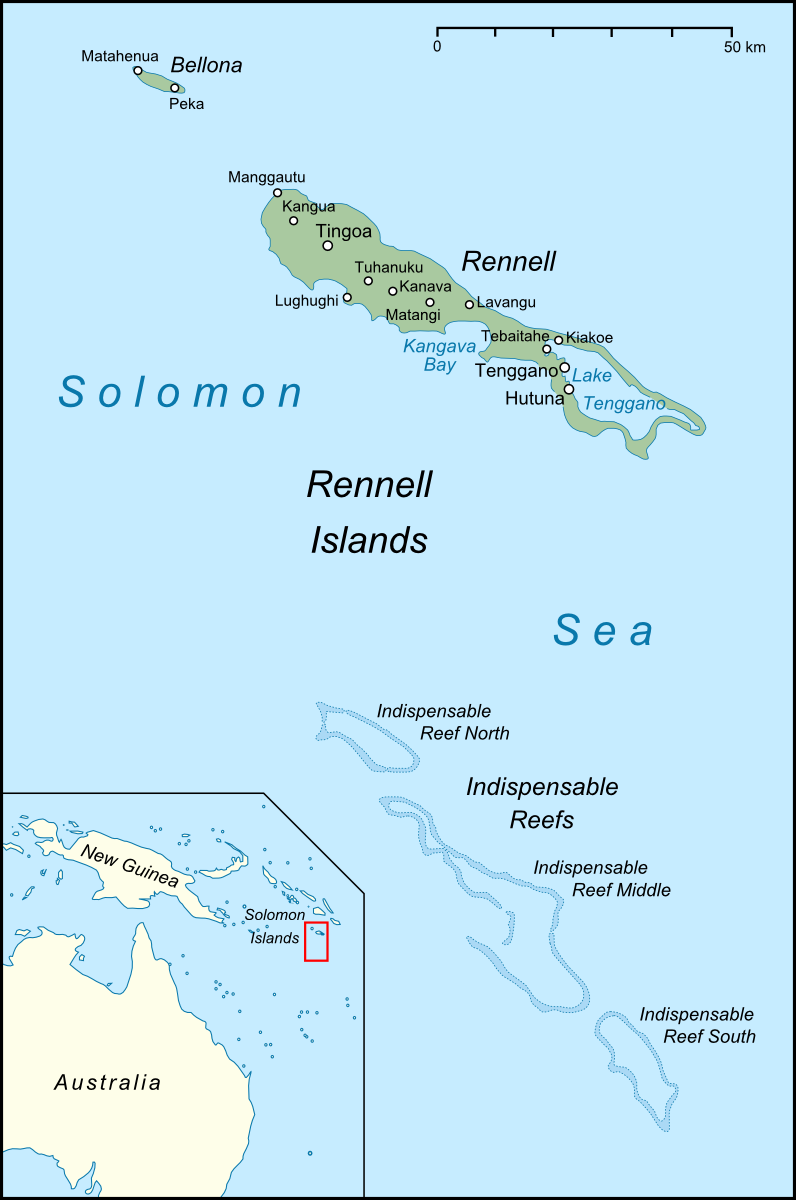
렌넬섬의 위치

렌넬섬(Rennell Island)는 남태평양과 솔로몬 제도에 위치한 섬으로, 면적은 660.1km2이며 인구는 1,500명(2000년 기준), 길이는 80km, 너비는 14km이다. 행정 구역상으로는 렌넬벨로나주에 속한다. 섬 안에는 태평양에서 가장 넓은 호수인 테응가노호와 세계에서 두 번째로 큰 산호초가 있으며 유네스코가 지정한 세계문화유산으로 선정된 곳이다. 주민들은 대부분 폴리네시아계이며 렌넬어와 피진어, 영어를 구사한다.

## 같이 보기
- 동렌넬섬